# Algirdas Butkevičius
Algirdas Butkevičius (n. Paežeriai, Lituania, 19 de noviembre de 1958) es un político lituano.
Pertenece al Partido Socialdemócrata Lituano (LSDP), del que es presidente desde 2009.
En el gobierno lituano fue Ministro de Finanzas entre 2004 y 2006 y de Transportes y Comunicaciones.
Después que el Partido Socialdemócrata Lituano ganó las Elecciones Parlamentarias de 2012, desde el 13 de diciembre hasta el 22 de noviembre de 2016 fue el 12º Primer ministro de Lituania. 

## Carrera política
Entró en el mundo de la política en el año 1992, ingresando como miembro del Partido Socialdemócrata Lituano (LSDP). 
Años más tarde en 1995, ocupó su primer cargo de responsabilidad política siendo Jefe del Partido Socialdemócrata del departamento de Vilkaviškis hasta 1997, en 1999 pasó a ser el vicepresidente del partido hasta 2001 y tras el paso de los años desde el 7 de marzo de 2009 fue elegido presidente nacional del partido, sucediendo al anterior Gediminas Kirkilas.
Durante todos estos años, desde 1996 fue elegido como diputado del Seimas (Parlamento Nacional Lituano), donde pasó a formar parte del gobierno, siendo nombrado en el año 2004 por el presidente Valdas Adamkus y el primer ministro Algirdas Brazauskas como Ministro de Finanzas hasta el 2006 que pasó a ser Ministro de Transportes y Comunicaciones hasta 2008.
Tras el nombramiento de Algirdas Butkevičius como Presidente del Partido Socialdemócrata, se presentó como candidato a la Elección presidencial de Lituania de 2009, donde consiguió 11,83% de los votos y finalmente fue derrotado por la independiente Dalia Grybauskaitė donde Algirdas pasó a ser el líder de la oposición en el país.
Durante las siguientes elecciones presidenciales del año 2012, se volvió a presentar como candidato, donde logró conseguir buenos resultados y finalmente ganó las elecciones.
Tras su victoria electoral, fue elegido por el parlamento tras su aprobación como 15º Primer ministro de Lituania en sucesión de Andrius Kubilius, siendo investido en el cargo el 13 de diciembre del mismo año.

## Presidencia

### Euro
Una de sus actuaciones como primer ministro de Lituania que resulta de máxima importancia, es la de enero de 2013 que junto al Gobernador del Banco de Lituania, Vitas Vasiliauskas, se pusieron de acuerdo sobre la aplicación de un ambicioso plan que tiene como objetivo la adhesión de Lituania a la eurozona en el 2015.

### Cataluña
El día 14 de septiembre de 2013, tres días después de la celebración de la Vía Catalana hacia la Independencia durante el Día de Cataluña, Algirdas Butkevičius en su reacción internacional, afirmó:

"Cada país tiene que encontrar su propio camino y tiene derecho a la autodeterminación"
Algirdas Butkevičius

Se sumó así junto al Primer ministro de Letonia, Valdis Dombrovskis, al haber hecho unas declaraciones similares en ser los primeros líderes europeos en responder de manera positiva sobre el proyecto de referéndum de autodeterminación de Cataluña.
A raíz de estas declaraciones, el gobierno español emitió una queja, que tras una reunión entre el ministro de Asuntos Exteriores y de Cooperación de España, José Manuel García-Margallo y la embajadora de Lituania Audra Plepyté, el Ministerio de Asuntos Exteriores lituano lamentó «la interpretación tendenciosa y errónea» supuestamente hecha a las palabras del primer ministro lituano.

## Condecoraciones
- * Orden de la Cruz de Terra Mariana
- Medalla al Mérito de Lituania
- Ciudadano de Honor de Lituania